# Аліреза Тангсірі
Сардар Аліреза́ Тангсірі́ (перс. علیرضا تنگسیری) — іранський військовий офіцер, командор, командувач Військово-морськими силами Корпусу вартових Ісламської революції (ВМС КВІР), призначений на цю посаду у 2018 році.

## Військова кар'єра
Тангсірі був командиром морської бригади під час Ірано-іракської війни. Пізніше він очолював 1-й морський округ ВМС КВІР у Бендер-Аббасі.
У вересні 2007 року Тангсірі заявив, що якби Сполучені Штати «зіткнулися з нами, ми б переслідували їх навіть до Мексиканської затоки».
У 2013 році він сказав: «Ізраїльтяни — євреї, а американці — християни. Наш Коран наголошує, що вони нам не друзі».
У січні 2016 року, після того, як Іран затримав 10 американських морських піхотинців під час інциденту між США та Іраном, коли у них відмовив двигун і вони увійшли в іранські води, Тангсірі описав це як «капітуляцію американських сил перед Іраном». 23 серпня 2018 року верховний лідер Ірану Алі Хаменеї підвищив Тангсірі до командувача ВМС КВІР.
У листопаді 2021 року Тангсірі заявив, що Сполучені Штати «усвідомили перевагу Ісламської Республіки на морі». У лютому 2025 року він представив перший іранський авіаносець дронів, переобладнане комерційне судно, яке він описав як «найбільший військово-морський проєкт» в історії Ірану. У березні 2025 року Тангсірі попередив, що «Якщо вороги зроблять помилку, ми відправимо їх у глибини пекла», після того, як президент США Дональд Трамп написав верховному лідеру Ірану Хаменеї, закликаючи Іран укласти ядерну угоду зі США або зіткнутися з військовими діями.
У квітні 2025 року Тангсірі заявив, що ВМС США «нездатні» кинути виклик морському домінуванню Ірану.

## Політичні погляди
У 2022 році він стверджував, що правителі Саудівської Аравії походять від євреїв Медіни та Хайбару, ворогів пророка Мухаммеда.
Він погрожував американським та британським суднам у Перській затоці.

## Санкції США
24 червня 2019 року Міністерство фінансів США запровадило проти нього санкції як проти Особливо визначеного глобального терориста, заморозивши будь-які його активи в США та заборонивши американським громадянам вести з ним справи, відповідно до Виконавчого наказу 13224. У 2024 році проти нього були запроваджені вторинні санкції через його посаду в раді директорів Paravar Pars Company, іранської військової компанії, яка розробляє безпілотні літальні апарати та перебуває під санкціями США.